# Rookie/STAY GOLD
「Rookie/STAY GOLD」（ルーキー／ステイ・ゴールド）は、FLOWのメジャー6枚目、通算10枚目のシングル。

## 概要
- 前作「Life is beautiful」からおよそ半年ぶりのリリースとなる、2005年第1弾シングル。
- 「流星/シャリララ」に次いで2度目となる両A面シングルである。
- 2005年4月29日放送の『ミュージックステーション』に出演し、チアリーダーと共に「Rookie」を披露した。
- キャッチコピーは、『FLOWらしさに拘った『FLOWの原点』を凝縮した両A面マキシ！』

## 収録曲
（全作曲：TAKESHI ASAKAWA）
1. Rookie (3:25)
作詞:KOHSHI ASAKAWA 編曲:FLOW&Seiji Kameda
EX系列バラエティ番組『内村プロデュース』2005年4月-6月度エンディングテーマ。
TX系列音楽番組『JAPAN COUNTDOWN』2005年4月度オープニングテーマ。
野球をテーマにした楽曲で、歌詞中にも野球の用語が多数含まれている。
2. STAY GOLD (3:25)
作詞:KOHSHI ASAKAWA 編曲:FLOW&Seiji Kameda
コムストック配給映画『ひとまず走れ!』イメージソング。PVには同映画の映像が使用されている。
EX系列『"THE KING OF AIR" TOYOTA BIG AIR』エンディングテーマ。
3. SHINE (3:19)
作詞:KEIGO HAYASHI 編曲:FLOW

## 収録アルバム
- Golden Coast（#1, #2）
  - #2は「Stay Gold」と表記が変わっている。
- FLOW THE BEST（#1）